# Jevon Carter
Leroy Jevon Carter (Illinois, 14 de setembro de 1995) é um norte-americano jogador de basquete profissional que atualmente joga no Chicago Bulls da National Basketball Association (NBA).
Ele jogou basquete universitário na Universidade da Virgínia Ocidental e foi selecionado pelo Memphis Grizzlies como a 32º escolha geral no Draft da NBA de 2018.

## Carreira no ensino médio
Carter jogou basquete na Proviso East High School em Maywood, Illinois. Ele era um recruta de três estrelas e era o 299º melhor jogador da classe de 2014 de acordo com o 247Sports.com. 
Carter recebeu ofertas de bolsas de estudo de Akron, Dartmouth, Kent State, Lehigh, Toledo, Valparaiso, UW-Green Bay e Illinois State, mas se comprometeu com a Universidade da Virgínia Ocidental.

## Carreira universitária
Jogando como armador em West Virginia, ele se tornou um dos melhores jogadores defensivos da Big 12. Ele foi um dos arquitetos do "Press Virginia", o esquema defensivo do treinador Bob Huggins que foi o responsável por muitos turnovers. Carter se tornou titular em seu segundo ano e teve médias de 9,5 pontos e 2,3 rebotes.
Em sua terceira temporada, Carter teve médias de 13,5 pontos, 5,0 rebotes e 3,6 assistências. Ele recebeu muitos elogios por suas proezas defensivas, ganhando o Prêmio de Jogador Defensivo do Ano da Big 12 e o Prêmio de Jogador Defensivo do Ano pelos treinadores. Após essa temporada, ele se declarou para o Draft da NBA de 2017, mas não contratou um agente. No final das contas, ele decidiu retornar para sua última temporada.
Em 30 de novembro de 2017, Carter se tornou o líder de todos os tempos da WVU em roubos de bola, ultrapassando a marca de Greg Jones de 252. Em 3 de março de 2018 contra Iowa State, ele se tornou o primeiro jogador das grandes conferências a alcançar 1.500 pontos, 500 rebotes, 500 assistências e 300 roubos de bola.
Em sua última temporada, Carter foi nomeado para a Segunda-Equipe All-American pela Associated Press. Ele também foi nomeado para a Segunda-Equipe da Sporting News e para a Terceira-Equipe dos Associação Nacional de Treinadores de Basquete (NABC). Ele também ganhou o Prêmio de Jogador Defensivo da Big 12 e o Prêmio de Jogador Defensivo do Ano pela NABC. Carter se tornou apenas o sétimo jogador a ganhar o Prêmio de Jogador Defensivo do Ano pela NABC mais de uma vez, o primeiro desde que Hasheem Thabeet venceu na temporada de 2007-08 e na temporada de 2008-09.

## Carreira profissional

### Memphis Grizzlies (2018–2019)
Em 21 de junho de 2018, Carter foi selecionado pelo Memphis Grizzlies como a 32ª escolha geral no draft da 2018. Em 12 de julho de 2018, o Memphis Grizzlies anunciou que tinha assinado um contrato com Carter.
Durante sua temporada de estreia, ele jogou alguns jogos com o Memphis Hustle, o afiliado dos Grizzlies na G-League. Carter fez sua estreia na NBA em 15 de dezembro de 2018, saindo do banco em uma derrota por 97-105 para o Houston Rockets, registrando onze pontos, duas roubadas de bola, um rebote e um bloqueio. Em 10 de abril de 2019, ele marcou 32 pontos na vitória por 132–117 sobre o Golden State Warriors.

### Phoenix Suns (2019–2021)
Em 7 de julho de 2019, os Grizzlies negociaram Carter com o Phoenix Suns. Na Bolha da NBA, Carter marcou 20 pontos em uma vitória de 119-112 sobre o Miami Heat.
Em 21 de novembro de 2020, Carter assinou um contrato de 3 anos e US$11,5 milhões para permanecer com os Suns. A equipe chegou às finais da NBA de 2021, mas foram derrotados em 6 jogos pelo Milwaukee Bucks.

### Brooklyn Nets (2021–2022)
Em 6 de agosto de 2021, Carter e Day'Ron Sharpe foram negociados com o Brooklyn Nets em troca de Landry Shamet. Ele foi dispensado em 22 de fevereiro de 2022, quando os Nets assinaram com Goran Dragić.

### Milwaukee Bucks (2022–2023)
Em 24 de fevereiro de 2022, Carter assinou um contrato até o fim da temporada com o Milwaukee Bucks. Em 1º de abril, em sua primeira partida como titular pelos Bucks, ele registrou 18 pontos e 8 assistências, o recorde da temporada.
Em 6 de julho de 2022, Carter assinou um novo contrato de 2 anos e US$4.34 milhões com os Bucks. Em 9 de novembro de 2022, Carter estabeleceu um recorde pessoal de 36 pontos e adicionou 12 assistências em uma vitória por 136-132 na prorrogação dupla contra o Oklahoma City Thunder.

### Chicago Bulls (2023–Presente)
Em 10 de julho de 2023, Carter assinou um contrato de 3 anos e US$20 milhões com o Chicago Bulls.

## Estatísticas

### NBA

#### Temporada regular
| Ano      | Equipe    | PJ  | PT | MPJ  | AP   | 3P   | LL    | RT  | AS  | BR | TO | PPJ |
| -------- | --------- | --- | -- | ---- | ---- | ---- | ----- | --- | --- | -- | -- | --- |
| 2018–19  | Memphis   | 39  | 3  | 14.8 | .303 | .333 | .813  | 1.7 | 1.8 | .7 | .3 | 4.4 |
| 2019–20  | Phoenix   | 58  | 2  | 16.3 | .416 | .425 | .852  | 2.0 | 1.4 | .8 | .3 | 4.9 |
| 2020–21  | Phoenix   | 60  | 1  | 12.0 | .422 | .371 | .571  | 1.5 | 1.2 | .5 | .2 | 4.1 |
| 2021–22  | Brooklyn  | 46  | 1  | 12.0 | .333 | .331 | .700  | 1.5 | 1.0 | .3 | .2 | 3.6 |
| 2021–22  | Milwaukee | 20  | 2  | 17.7 | .506 | .558 | 1.000 | 2.2 | 2.5 | .5 | .2 | 5.6 |
| 2022–23  | Milwaukee | 81  | 39 | 22.4 | .423 | .421 | .816  | 2.5 | 2.4 | .8 | .4 | 8.0 |
| 2023–24  | Chicago   | 72  | 0  | 13.9 | .378 | .329 | .571  | .8  | 1.3 | .5 | .2 | 5.0 |
| Carreira | Carreira  | 376 | 48 | 15.5 | .397 | .395 | .760  | 1.7 | 1.6 | .5 | .2 | 5.0 |

#### Playoffs
| Ano      | Equipe    | PJ | PT | MPJ  | AP   | 3P   | LL    | RT  | AS  | BR | TO | PPJ |
| -------- | --------- | -- | -- | ---- | ---- | ---- | ----- | --- | --- | -- | -- | --- |
| 2021     | Phoenix   | 7  | 0  | 3.1  | .375 | .000 | .000  | .3  | .6  | .0 | .0 | .9  |
| 2022     | Milwaukee | 11 | 0  | 11.4 | .474 | .429 | 1.000 | 1.5 | .9  | .7 | .0 | 2.1 |
| 2023     | Milwaukee | 4  | 0  | 12.3 | .222 | .143 | —     | 1.0 | 1.0 | .3 | .0 | 1.3 |
| Carreira | Carreira  | 22 | 0  | 8.9  | .357 | .190 | .500  | .9  | .8  | .3 | .0 | 1.4 |

### Universitário
| Ano      | Equipe        | PJ  | PT  | MPJ  | AP   | 3P   | LL   | RT  | AS  | BR | TO  | PPJ  |
| -------- | ------------- | --- | --- | ---- | ---- | ---- | ---- | --- | --- | -- | --- | ---- |
| 2014-15  | West Virginia | 35  | 4   | 23,8 | .360 | .314 | .770 | 2,3 | 1.8 | .1 | 1,2 | 8,1  |
| 2015–16  | West Virginia | 35  | 35  | 27,7 | .383 | .306 | .744 | 2,9 | 3,3 | .3 | 1,7 | 9,5  |
| 2016–17  | West Virginia | 37  | 36  | 32,0 | .439 | .389 | .774 | 5.0 | 3,7 | .2 | 1.8 | 13,5 |
| 2017–18  | West Virginia | 37  | 37  | 35,5 | .422 | .393 | .858 | 4,6 | 6,6 | .4 | 2,7 | 17,3 |
| Carreira | Carreira      | 144 | 112 | 29.7 | .400 | .350 | .786 | 3.6 | 3.8 | .2 | 1.8 | 12.1 |

Fonte:

## Vida pessoal
Em 3 de agosto de 2018, Carter e a And1 anunciaram via Instagram que ele havia assinado contrato para se tornar um embaixador da marca.